# Глазін
Глазін (нім. Glasin) — громада в Німеччині, розташована в землі Мекленбург-Передня Померанія. Входить до складу району Північно-Західний Мекленбург. Складова частина об'єднання громад Нойклостер-Варін.
Площа — 39,34 км2. Населення становить 795 ос. (станом на 31 грудня 2020).